# Bomba de água de Jerónimo de Ayanz
Bomba é uma máquina capaz de criar a pressão necessária para transportar fluídos. A primeira bomba de água a vapor que possui registro histórico foi desenvolvida em 1606, pelo espanhol, Jerónimo de Ayanz y Beaumont, que demonstrou e recebeu uma patente para uma bomba que foi utilizada com sucesso para drenar as minas inundadas de Guadalcanal, na Espanha.
Essa bomba foi a precursora de outras invenções importantes como o Motor a vapor de Thomas Savery, o Motor a vapor de Thomas Newcomen e o Motor a vapor de James Watt, que possibilitaram a Revolução Industrial, cem anos mais tarde.